# DuPhos

DuPhos配体

DuPhos是一种用于不对称合成中的不对称配体。DuPhos之名称取自其研发公司（DuP，杜邦公司）和化合物的种类：膦杂环（Phos）。这种二膦配体首先由化学家M.J. Burk于1991年发现，  
并首次在不对称氢化反应中，成功地将特定的烯基酰氨酯还原为氨基酸前体：
同期发现其他有机磷不对称配体有诸如：DIPAMP、BINOL和Chiraphos，而后期发现了一批新的配体被证明比前者更具活性。

## 描述
DuPhos配体由两个2,5-烷基取代膦杂环（THF的磷类似物）通过1,2-苯桥连而成。这里的烷基可以是：甲基、乙基、丙基或异丙基。DuPhos的类似物，双(二甲基膦)乙烷或BPE配体 相当于苯基桥被1,2-乙基所替代之产物。该两种化合物都可通过相应的手性二醇化合物，转化为环状硫酸盐，继而与双锂二苯基膦反应制备获得。DuPhos配体中，磷原子属于富电子原子团，使形成的金属络合物具有强活性。磷原子还引入了一种假－手性，使对映体选择性不受整个分子的化学构象影响。 
DuPhos的另一种早期应用，是通过还原胺化反应合成非天然手性氨基酸： 如先通过二苯甲酮和苯甲酰氯合成的腙得到亚胺，而后在DuPhos催化下发生不对称氢化反应，最后脱去苯甲酰保护基得到非天然手性氨基酸产物：
在早期的过渡金属催化反应中，铑是常用的催化剂，直到在1995年才引入了钌催化剂， 实例是氢化还原β-酮酯的羰基，合成手性的β-羟基酯：

## 应用
DuPhos的一个不对称合成实例为催化“脱氢华法林”氢化为华法林的反应：
Duphos还可用于合成色氨酸的衍生物。

## BozPhos配体
使用硼烷二甲硫醚作为保护基，在过氧化氢条件下单氧化(R,R)-Me-Duphos即得到BozPhos。 
该配体可用于铜－催化的二有机锌试剂对N-二苯基次磷酰亚胺的不对称加成反应。